# Øregaard Museum
Øregaard Museum ligger i landstedet Øregaard, Ørehøj Allé 2 i Hellerup. Museet ligger i Øregårdsparken (officielt Øregaard Park) i en bygning opført i 1806 efter tegning af den franske arkitekt Joseph-Jacques Ramée. Bygherren var den københavnske storkøbmand Johannes Søbøtker, som ønskede et landsted til sommermåneder. Gården var sommerbolig i mere end 100 år. Ejerne var Joseph Hambro, A.N. Hansen og Detlef Ohlsen. De har givet navn til villavejene mellem landstedet og Øresund. I 1917 købte Gentofte Kommune landsted og park. Fra og med 1921 har bygningen været museum.
Museets primære samling er den Den Hegelske Samling med motiver fra København og omegn.

## Historie
Oprindelsen til Øregaard er en bondegård på stedet, der blev udstykket fra Bernstorff Slot. Sognefogeden i Gentofte, Jacob Jensen, vandt 10. september 1765 den pågældende jordlod ved Øresund ved lodtrækning. Han ryddede grunden og flyttede året efter sin gård fra Nebrogade (nuværende Mitchellstræde) til den nye placering. Ved nutidens Tranegårdsvej opførte Jensen sin nye gård, der fik navnet Oregården. I 1772 overdrog han sin ejendom til sin datter og svigersønnen Lars Jacobsen. Allerede i 1793 ses det af dokumenter, at navnet er forvansket til Øregaard. De nye ejere var barnløse og solgte i 1806 Øregård til den velhavende grosserer og skibsreder, senere guvernør Johannes Søbøtker.
Søbøtker havde nu ikke tænkt sig at lege landmand, men at opføre et landsted i behagelig afstand af den tætbefolkede hovedstad. Endnu var konjunkturerne gunstige, og Søbøtker, der var blevet kompagnon i handelshuset Christian Vilhelm Duntzfelts firma to år forinden – havde råd til at engagere den franskfødte arkitekt og havearkitekt Joseph-Jacques Ramée, der var kendt for at være hjemme i den nyeste mode, men også for at være et dyrt bekendtskab. Med opgaven for Søbøtker kunne Ramée udfolde alle sine talenter, idet han ud over at tegne det klassicistiske landsted med dets interiører også designede parkens 20 tønder land i engelsk havestil. Selve landstedet er en toetages hvidpudset blok, hvis hovedfacade har fem vinduesfag, med trefags midtrisalit, der krones af en trekantsgavl. Taget er valmtag tækket med kobber.
Efter Københavns bombardement 1807 gik det ned ad bakke. Ramée forlod landet, og Søbøtker formøblede gradvist sin og svigerfaderen Lars Larsens formue. I 1821 solgte han Øregaard for 26.125 rigsdaler i rede sølv til den islandske købmand Johan Jørgen Hunæus.
Næste betydelige ejer var den hovedrige storkøbmand og bankier Joseph Hambro, der modsat Søbøtker kom styrket ud af krigsårene under Englandskrigene. I 1833 blev Hambros søn, Carl Joachim, gift med Caroline Gostenhofer. Carl Joachim Hambro bestyrede Hambros bankfilial i London, og Joseph Hambro ville sikre parret en behagelig bolig, når Hambro junior med hustru var i Danmark.
Joseph Hambro solgte i 1843 Øregaard til en nær ven og medarbejder, A.N. Hansen, der ejede landsted til sin død 1873. Sønnen Alfred Hansen, der også var grosserer, ejede landstedet, til han døde 1893. Hans ejertid er mest kendt for produktionen af "Øregaard-vaserne" på Den Kongelige Porcelænsfabrik. De er prydvaser med gengivelser af henholdsvis Øregaard og Hansens Palæ i Bredgade.
Huset gik nu over til en anden familie, men blev stadig ejet af en grosserer, nemlig Detlef Ohlsen fra huset Ohlsen & Ahlmann. Den nye ejer begyndte en udstykning af Øregaards jorder til villagrunde. Avlsgården, der hørte til landstedet, nedbrændte i 1914, så Øregårds Allé kunne føres igennem fra Strandvejen til Gruts Allé. Ohlsen var ansvarlig for, at Hambros Allé blev bredere end de øvrige veje, da han ønskede at bevare så meget som muligt at udsigten.
Ohlsens enke solgte i 1917 Øregaard med park til Gentofte Kommune med den klausul, at parken skulle reserveres til en folkepark. Siden 1921 har landstedet været museum. Landstedet blev fredet 1918 i klasse B, hvilket blev ændret til klasse A i 1954 (klasserne bortfaldt i 1980).

## Samlingen
Øregaard Museum har omkring 3000 værker. De dækker perioden
1750-1950, og indeholder værker af Martinus Rørbye, Jens Juel, C.W. Eckersberg, J.Th. Lundbye, Paul Fischer og Olaf Rude.
- Adam Levin Søbøtker, Jens Juel, 1792.
- Udsigt fra Nørrevold mod Bellahøj, Martinus Rørbye, ca. 1840.
- Portræt af en kvinde med rød nederdel, Lorenz Frølich, 1848.
- Holmensgade, A. Larsen, 1884.